# Echoes (sèrie de televisió)
Echoes és una sèrie de televisió australiana de Netflix protagonitzada per Michelle Monaghan i creada per Vanessa Gazy. Es va estrenar a Netflix el 19 d'agost de 2022.

## Sinopsi
Dues bessones idèntiques han intercanviat les seves vides durant anys, compartint una doble vida. Quan una d’elles desapareix inexplicablement, l’altra farà el que sigui per saber què ha passat.

## Repartiment

### Principal
- Michelle Monaghan com a Leni i Gina
- Matt Bomer com a Jack Beck
- Daniel Sunjata com a Charlie Davenport
- Ali Stroker com a Claudia
- Karen Robinson com a xèrif Louise Floss
- Rosanny Zayas com a ajudant del xèrif Paula Martinez
- Michael O'Neill com a Victor McCleary
- Celia Weston com a Georgia Tyler
- Gable Swanlund com a Mathilda "Mattie" Beck
- Jonathan Tucker com a Dylan James

### Recurrent
- Tyner Rushing com a Maria McCleary
- Madison Abbott com a Leni (petita)
- Victoria Abbott com a Gina (petita)
- Alise Willis com a Meg
- Maddie Nichols com a Natasha
- Lucy Hammond com a Claudia (petita)
- Onye Eme-Akwari com a Beau McMillan